# Arjuna-asteroide
 Der er for få eller ingen kildehenvisninger i denne artikel, hvilket er et problem. Du kan hjælpe ved at angive troværdige kilder til de påstande, som fremføres i artiklen.

Arjuna-asteroiderne er en gruppe af nærjords-asteroider, hvis baner ligner jordens deri, at de har lav hældning, omløbstider tæt på ét jordår og lav excentricitet. Arjuna-asteroider er ikke særligt hyppige, men de er vigtige, fordi de er nemme at nå fra jorden.[kilde mangler]
Arjuna-asteroider er ikke som sådan et klart afgrænset begreb, men dækker over tre veletablerede asteroidetyper: Apollo, Amor og Aten. (NB: Til disse asteroidetyper svarer prototypiske enkeltasteroider, som typerne er opkaldt efter, nemlig (1862) Apollo, (1221) Amor og (2062) Aten, men der er ingen tilsvarende "oprindelig" Arjuna-asteroide).